# Ståkkålmsjävlar
Ståkkålmsjävlar 1978–1981, samlingsalbum med diverse punkband ifrån Stockholm. Sammanställt av  Johan Johansson och släppt 1989 på skivbolaget MNW.

## Låtlista
1. Docent Död - "Solglasögon" (2.25) (Hillborg)
2. Ebba Grön - "Tyst för fan" (2.29)
3. Warheads - "Can't be worser than tomorrow" (2.00) (Hemringe)
4. Reeperbahn - "Havet ligger blankt" (3.25) (Ljungström/Sundqvist)
5. Ståålfågel - "Född kub" (3.10)
6. KSMB - "Jag vill dö" (2.13) (Johansson)
7. Livin' Sacrifice - "Fuck off" (1.33)
8. Grisen Skriker - "Sextiofem" (2.53)
9. Dr Zeke - "Jag ska aldrig dö" (2.41) (Petersson)
10. The Pain - "Next time ego" (2.47)
11. Pink Champagne - "Söndagsskolehyckel" (2.11)
12. Baiters - "Droga för att våga" (2.58) (Frost)
13. Alien Beat - "Police in disguise" (2.55) (Edwall)
14. Usch - "LTO" (Jojje) (1.11)
15. Rude Kids - "Raggare is a bunch of motherfuckers" (2.58) (Böna/Lasse)
16. Tant Strul - "Tomheten" (2.42)
17. Incest Brothers - "Oskyldig" (1.56)
18. TV 3 - "Telefonterror" (3.45)
19. Trots - "I natt ska det brinna" (2.55) (Svensson)
20. Skabb - "Ni klarar er alltid ändå" (2.29)
21. Elegi - "Mat" (2.56) (Kutzner/Samuelsson)
22. Raketerna - "Mamma och pappa" (3.30)
23. Commando M Pigg - "Kemal" (4.01)